# Volvo Parts
Volvo Parts Aktiebolag är svensk leverantör av eftermarknadsprodukter till Volvo Lastvagnar, VCE, Renault Trucks, Mack Trucks och Volvo Penta. 
Vid ett flertal fabriker tillverkas eller renoveras reservdelar till lastbilar, entreprenadmaskiner, bussar, motorer m.m. Dessa skickas sedan till Volvo Parts huvudlager i belgiska Gent. Detta lager skickar sedan vidare till så kallade supportlager världen över, till exempel i Göteborg, Eskilstuna (VCE Parts), franska Lyon, USA eller direkt ut till slutkund. Volvo GTO global trucks operations,
har fabriker på ett flertal ställen i världen till exempel före detta Olléns tröskmaskinfabrik i Flen där motorer och motorkomponenter renoveras till nyskick.
Volvo Parts uppgift är även att tillhandahålla service och tekniska eftermarknadslösningar till de olika bolagen i Volvokoncernen. Volvo Parts har drygt 3 500 anställda varav drygt 900 i Sverige.